# Římskokatolická farnost Renoty
Římskokatolická farnost Renoty je územní společenství římských katolíků s farním kostelem Nanebevzetí Panny Marie ve šternberském děkanátu olomoucké arcidiecéze.

## Historie farnosti
Renoty odpradávna přináležely k městu Uničovu. V roce 1327 potvrdil král Jan Lucemburský městu práva obdobná jako měli měšťané olomoučtí a brněnští a v této souvislosti se poprvé objevuje v městských písemných pramenech i vesnička Renoty. Obec byla původně přifařena do Uničova. V roce 1790 zde byla oficiálně zřízena nová farnost, která spravovala i sousední Střelice a Dětřichov. Ve stejném roce byl dokončen nový farní chrám Nanebevzetí Panny Marie. 

## Bohoslužby
| Kostel                  | Místo  | Bohoslužba (den) | Hodina      | Poznámka     |
| ----------------------- | ------ | ---------------- | ----------- | ------------ |
| Nanebevzetí Panny Marie | Renoty | neděle čtvrtek   | 11.00 18.00 | Farní kostel |

## Duchovní správci
Od srpna 2018 je administrátorem excurrendo R. D. Mgr. Oldřich Máša. Toho k 1. lednu 2019 nahradil jako administrátor excurrendo R. D. ThLic. Dariusz Tomasz Trzaskalik.

## Aktivity farnosti
Pro farnosti Uničov, Medlov a Renoty vychází společný zpravodaj. Pravidelně se ve farnosti koná tříkrálová sbírka. V roce 2019 se při ní v celém Uničově vybralo 165 286 korun.